# Захват автобуса в Новокузнецке
Захват автобуса в Новокузнецке — преступление, совершенное в понедельник 14 мая 1979 года в Новокузнецке (РСФСР, СССР), в результате которого в общей сложности погибли 2 человека — заложник и один из захватчиков.

## История

### Ход событий
14 мая 1979 года 16-летний Михаил Шаманаев и 17-летний Владимир Бизунов осуществили вооружённый захват автобуса Ikarus 255, следовавший, по разным данным, рейсом «Новокузнецк — Кемерово» или «Междуреченск — Кемерово». Достав из сумок обрезы, сделанные из охотничьих ружей, и заявив, что имеют при себе гранату и бомбу, они потребовали от водителя автобуса повернуть к аэропорту Спиченково. Пассажиры выразили возмущение действиями подростков, и тогда они сначала произвели предупредительный выстрел, а затем застрелили приближавшегося к ним разгневанного пассажира — только что освободившегося из колонии 39-летнего Николая Костина. 43 пассажирам захватчики объявили, что берут их в заложники.
Автобус остановился на площади перед аэровокзалом, после чего место происшествия было оцеплено. Водителя автобуса Власенко захватчики отправили на переговоры к руководству аэропорта, раздев до трусов, чтобы он не смог принести обратно оружие. Большинство заложников (в основном, мужчины) беспрепятственно выбралось из салона через выдавленное стекло.
Посредником в переговорах выступал случайно оказавшийся на месте происшествия и одетый в гражданское 21-летний участковый из Прокопьевска старшина Василий Шрамко (помимо прочего, он по собственной инициативе уговорил захватчиков отпустить находившегося в салоне ребёнка). От захваченной в заложницы пассажирки Шрамко получил записку с требованиями Шаманаева и Бизунова: предоставить им 2 миллиона рублей и вертолёт до Владивостока с тем, чтобы оттуда перебраться в Японию. По другим публиковавшимся в прессе данным, первоначально захватчики требовали самолёт до Японии (либо до Китая), но их удалось убедить в том, что самолёт Ил-62, на котором можно было бы осуществить такой перелёт, не сможет приземлиться в новокузнецком аэропорту, в отличие от новосибирского аэропорта Толмачёво; после этого они согласились на вертолёт до Новосибирска.
Для спецоперации был предоставлен вертолёт Ми-8, командиром которого стал 40-летний Равил Ахметшин, за год до того отличившийся при спасении людей во время наводнения. Четверо оперативных работников, разместившихся на борту, были переодеты в форму гражданской авиации. План операции предусматривал, что автобус подъедет к вертолёту, после чего вышедших из него захватчиков задержат либо расстреляют. В ста метрах от вертолёта за различными препятствиями расположились две группы прикрытия, состоявшие из сотрудников МВД и КГБ.
Поскольку водитель отказался возвращаться в автобус, выступить в его роли пришлось участковому Шрамко. Шаманаев и Бизунов потребовали остановить автобус в 12 метрах от вертолёта и послали Шрамко с требованием заглушить вертолёт. После того, как это требование было удовлетворено, захватчики вышли из автобуса вместе с заложниками, при этом Бизунов держал обрез и портфель с проводами. Все они разместились в вертолёте, но после того, как Бизунов отдал команду на вылет, силовики открыли огонь. В Шаманаева попали восемь раз, и он был убит. Бизунов же выпрыгнул из вертолёта и убежал; пули преследовавших попали лишь в его обрез и ручку портфеля.
На поиски Бизунова были брошены все силы, которыми располагал штаб: вертолёт Ми-8, 140 военнослужащих, силы МВД. Тем не менее, ему удалось уйти. Данных о личности захватчиков у властей не было. Однако в их личных вещах была найдена книга с штампом библиотеки Сибпромстройпроекта. Так сотрудники КГБ вышли на работника проектного института Виктора Шаманаева — отца Михаила, который опознал убитого сына и по портретному описанию указал на его друга Владимира Бизунова. Его задержали на подходе к дому друга: оказалось, что он прошёл около 20 километров по просёлочной дороге и вернулся в город в надежде, что Шаманаев жив.

### Расследование и суд
Следствие установило, что Шаманаев и Бизунов дружили с детства и до восьмого класса учились в одной школе. Вели замкнутый образ жизни. Шаманаев поступил в техникум, но оттуда его отчислили из-за «слабых знаний», после чего отец устроил Михаила в десятый класс школы рабочей молодёжи. Родители Шаманаева развелись в 1975 году, он жил с отцом и мачехой.
Бизунов после школы учился в ПТУ, его отец умер также в 1975 году, и он остался жить с матерью с старшим братом.
По мнению следствия, Шаманаев и Бизунов восхищались американским образом жизни и якобы хотели попасть в США, чтобы «обогатиться»; Японию же они выбрали в качестве цели предполагаемого полёта как географически ближайшую капиталистическую страну. Следователи отмечали, что друзья имели прозвища, придуманные на западный манер: Мишель и Вольдемар. По воспоминаниям следователя КГБ Анатолия Сяглова, идею о захвате воздушного судна они почерпнули из одного из советских журналов (в статье речь речь шла о грабителях банка, захвативших самолёт). В ходе следствия было установлено, что о планах Шаманаева и Бизунова знал ещё один человек — студент металлургического института. Он отказался участвовать в захвате и попытался отговорить своих друзей. Никаких обвинений студенту впоследствии предъявлять не стали.
Подготовку к захвату автобуса Шаманаев и Бизунов вели в подвале дома и на задворках школы. Там они, в частности, соорудили из баночки из-под мёда муляж гранаты Ф-1, а муляж противотанковой мины изготовили из кастрюли, залив её битумом и подсоединив провода и пакетный выключатель. Обрезы они сделали из двух гладкоствольных ружей, которые были зарегистрированными: отец Шаманаева увлекался охотой. Расследование показало также, что из взятых им патронов с картечью к ружьям подходили по калибру только два (оба патрона были использованы).
Суд над Владимиром Бизуновым состоялся в октябре 1979 года в Кемеровском областном суде. Захватчика обвинили по пяти статьям уголовного кодекса: приготовление к преступлению, нарушение режима государственный границы, незаконное изготовление и ношение оружия, угон воздушного судна и умышленное убийство. Бизунов избежал смертной казни, но был приговорён к максимально возможному для несовершеннолетнего наказанию — 10 годам воспитательно-трудовой колонии усиленного режима.
По итогам спецоперации, в сентябре 1979 года, медалями «За отвагу» были награждены участники спецоперации командир вертолёта Равил Ахметшин, старший лейтенант Агеев и старшина Горлов. Орденом Красной Звезды наградили старшин Шрамко и Тумакова. Интересно отметить, что Владимир Иванович Тумаков на тот момент являлся слушателем 4-го курса ОВШМ МВД СССР и в Новокузнецке был на практике. Именно он обеспечил успех операции по освобождению заложников, поскольку все 8 пуль, попавших в Шаманаева, были выпущены из его пистолета. Участие Тумакова в боевой операции позволяет с большой уверенностью полагать, что она развивалась по спонтанному сценарию.